# Jan Mikołajowicz Hajko
Jan Mikołajowicz Hajko, znany jako Hajka, Hayka herbu Ogończyk (ur. ok. 1510, zm. ok. 1580) – dworzanin królewski (1546), pisarz wielkoksiążęcy (1554), marszałek hospodarski, koniuszy grodzieński, dzierżawca oszmiański (1555, 1563) i uciański (1558), wilkiejski (1563),  krasnosielski (1563), trąbski (1568–1575), kasztelan brzeski (1566–po 1577).
Był synem ziemianina brzeskiego Mikołaja Fedorowicza Hajki, który w 1527 r. otrzymał od króla Zygmunta Starego pięć niezasiedlonych wsi w powiecie wasiliskim.
Za panowania Zygmunta Augusta wielokrotnie posłował do Moskwy (1552, 1556, 1558 i 1559) w sprawie tytułu Iwana Groźnego i ułożenia pokojowych relacji z Rosją. Za pierwszym razem, wobec oporu przed uznaniem tytulatury carskiej, został nawet uwięziony, ale powrócił w 1553 roku.
Na sejmie bielskim 1564 roku był świadkiem wydania przywileju bielskiego przez króla Zygmunta II Augusta. Był zwolennikiem zacieśnienia związku Polski i Litwy i w 1569 r. podpisał akt unii lubelskiej jako koniuszy grodzieński, dzierżawca trąbski i kasztelan brzeski.
W czasie pierwszego bezkrólewia poparł kandydaturę Henryka Walezego, którego elekcję potwierdził. Podczas drugiego interregnum, jak wielu innych Litwinów, głosował za Ernestem Habsburgiem.
Prawdopodobnie przeszedł z prawosławia na kalwinizm, a następnie na katolicyzm. W 1575 roku w czasie wolnej elekcji głosował na cesarza Maksymiliana II Habsburga.
Poślubił Katarzynę Dowojno, córkę Jana i Anny Piotrówny Niemirowiczówny, siostrzenicę Jana Niemirowicza Pieńki i siostrę cioteczną wojewody połockiego Stanisława Dowojno.
Miał syna Adama (koniuszego grodzieńskiego), ożenionego z Zofią Agatą Sapiehą II voto za Mikołajem Pacem (córką wojewody mińskiego Bogdana oraz matką Samuela i Stefana Paców).